# 118
Secole: Secolul I - Secolul al II-lea - Secolul al III-lea
Decenii: Anii 60 Anii 70 Anii 80 Anii 90 Anii 100 - Anii 110 - Anii 120 Anii 130 Anii 140 Anii 150 Anii 160
Ani: 113 | 114 | 115 | 116 | 117 | 118 | 119 | 120 | 121 | 122 | 123

## Evenimente
- Împăratul Traian a venit la putere

## Decese
- dată necunoscută: Sfântul Eustațiu  (n. ?)